# SN 1963L
SN 1963L – supernowa typu I odkryta 26 czerwca 1963 roku w galaktyce MCG +06-07-09. W momencie odkrycia miała maksymalną jasność 15,00m.